# Тире
Тирето (дългата чертица) е пунктуационен знак за по-силно синтактично отделяне на словосъчетания и изречения в сравнение със запетаята. Често тире погрешно се нарича късото тире – дефисът. Знакът за тире е „–“ или „—“. От двете му страни (или след него, когато бележи пряка реч) се оставя празно място (интервал).

## Употреба в българския език
В българския език в течение на известно време съществува правило, според което в определени случаи (когато тирето има т.нар. идеографска, а не пунктуационна функция) интервали около тирето не се оставят, но в Официалния правописен речник на българския език от 2012 г. тези изключения отпадат – тирето винаги се огражда с интервали.

### Пунктуационни правила
- Тире се поставя след обобщаваща дума или израз, които въвеждат еднородни части (при изброяване). Например: Ще се подготвя добре за изпита – ще прочета граматиката, помощните тетрадки и дори четивото за любопитни.
- Тире се поставя между две подчинително свързани изречения, при което второто пояснява значението на първото или изразява причинно-следствени отношения. Например: Прибрах се рано – утре ми предстоеше изпит.
- Тире се поставя между две изречения, при което второто се присъединява или противопоставя на първото. Например: Трябва да се подготвиш – дори и да те мързи.
- С тирета се отделят обособени и вметнати части. Например: Той – никой не подозираше какво ще стане – изведнъж се ядоса. • Ръцете му – големи и силни – нежно я прегърнаха.
- Тире се поставя в елиптични (непълни) изречения на мястото на изпуснатата част. Например: Иван обича математиката, Боян – не.
- С тире се означава пряката реч.
- При означаване на период от време се пише тире. Например: Атанас Христов Далчев (12.06.1904 – 17 януари 1978) е сред най-видните български поети и преводачи на миналия век. • Над 70 милиона войници, от които 60 милиона европейци, са мобилизирани в Първата световна война (1914 – 1918).
- С тире се свързват цифри при означаване на приблизителност или последователност на величини. Например: Жълтъкът съдържа 15 – 16% белтъчини. • Необходими са 5 – 6 – 10 опита за получаване на верен резултат.
- С тире се свързват отношения между понятия, когато е пропуснат съюзът между тях, включително при имена на теории, договори и др. чрез свързване на имената на авторите им. Например: Закон на Бойл – Мариот; опозиция родно – чуждо.

### Типографска практика
Обичайната българска типографска практика е тирето да е със средна дължина („–“, n-dash по английската терминология или „ен-тире“). Чрез IT-технологиите обаче в България навлезе практиката вместо ен-тире понякога да се ползва ем-тире („—“, m-dash). То изглежда по-дълго със задължителните за българския правопис интервали от двете му страни (в английската типография m-dash обикновено е без интервали), но въпреки това то също се използва в български текстове.

## Кодови таблици
В уникод знакът „–“ (ен-тире) има код U+2013 (Alt + 0150).
В уникод знакът „—“ (ем-тире) има код U+2014 (Alt + 0151).